# Afrikanische Felsenmäuse
Die Afrikanischen Felsenmäuse (Petromyscus) sind eine Gattung der Mäuseartigen, die in der biologischen Systematik isoliert steht. Obwohl mäuseartig im Aussehen, werden sie aufgrund der anatomischen Eigenschaften ihres Kiefers und ihres Gebisses in eine eigene Unterfamilie der neuen Familie Nesomyidae gestellt.
Felsenmäuse haben eine Kopfrumpflänge von 7 bis 9 cm, hinzu kommen 8 bis 10 cm Schwanz. Sie sind oberseits bräunlich oder grau und unterseits weiß gefärbt. Tagsüber verbergen sie sich in Felsspalten, nachts suchen sie nach Nahrung. Es wird angenommen, dass sie neben Samen und Pflanzenteilen auch Insekten fressen. Insgesamt ist über die Biologie dieser Tiere sehr wenig bekannt.
Während die meisten älteren Quellen zwei Arten angeben, schlossen Wilson & Reeder aus Untersuchungen an Museumsexemplaren auf die Existenz von vier Arten:
- Brukkaros-Zwergfelsenmaus, Petromyscus monticularis (Thomas & Hinton 1925), südl. Namibia
- Zwergfelsenmaus, Petromyscus collinus (Thomas & Hinton 1925), südl. Angola, Namibia, westl. Südafrika
- Barbour-Felsenmaus, Petromyscus barbouri Shortridge & Carter 1938, Namaqualand
- Shortridge-Felsenmaus, Petromyscus shortridgei Thomas 1926, westl. Angola, nördl. Namibia

Bis vor kurzem wurden sie noch mit Delanys Sumpfklettermaus in einer Unterfamilie vereint, doch auch diese Verwandtschaft ist zweifelhaft. Die frühere Verknüpfung beruhte hauptsächlich auf ähnlich gestalteten Höckern bei den molaren Zähnen. Andere Zoologen sehen jedoch ein näheres Verwandtschaftsverhältnis zum Afrikanischen Hamster (Mystromys albicaudatus). Laut einer genetischen Studie von 2006 erfolgte die Abspaltung von anderen Familienmitgliedern vor 12 oder 11 Millionen Jahren. Vermutlich ist die ausgestorbene Art Harimyscus hoali, die im Miozän in Namibia lebte, das älteste bekannte Mitglied der Unterfamilie Petromyscinae.

## Belege
1. ↑  Richard W. Thorington Jr., Chad E. Shennum: Petromyscinae. In: Jonathan Kingdon, David Happold, Michael Hoffmann, Thomas Butynski, Meredith Happold und Jan Kalina (Hrsg.): Mammals of Africa Volume III. Rodents, Hares and Rabbits. Bloomsbury, London 2013, S. 203–204; ISBN 978-1-4081-2253-2.